# Tricorinto

Mapa de los demos de la antigua Ática. El demo de Tricorinto se situaba en el este, junto a la costa.

Tricorinto (en griego, Τρικόρυθος) fue el nombre de un demo ático de la Antigua Grecia.
Estrabón dice que formaba parte de Tetrápolis, en Ática, que había sido fundada por Juto y estaba formada, además de por Tricorinto, por Énoe, Maratón y Probalinto. La sitúa entre Maratón y Ramnunte.
Según una tradición, Euristeo había muerto en una expedición en Maratón contra los hijos de Heracles y Yolao.  Yolao lo había decapitado y la cabeza se enterró en Tricorinto, cerca de la fuente Macaria, en un lugar conocido como «cabeza de Euristeo».
Se localiza en la llanura de Kato Suli, al este de Maratón y al sur de Ramnunte.